# Los Villares de Soria
Los Villares de Soria est une commune espagnole de la province de Soria en Castille-et-León.

## Source de la traduction
- (es) Cet article est partiellement ou en totalité issu de l’article de Wikipédia en espagnol intitulé « Los Villares de Soria » (voir la liste des auteurs).